# میهران دامادیان
میهران دامادیان (ارمنی: Միհրան Տամատյան؛ ۱۸۶۳ – ۱۹۴۵) مبارز آزادیخواه، کنشگر سیاسی، نویسنده و آموزگار اهل ارمنستان بود.

## زندگی‌نامه
دامادیان در کالج موراد-رافائلیان مرتبط با کلیسای کاتولیک ارمنی در ونیز، ایتالیا تحصیل نمود. وی سپس به عنوان معلم در ناحیه ساسون به تدریس پرداخت. در سال ۱۸۹۴ همراه با موراد بزرگ خیزش ساسون را رهبری نمود. وی دستگیر شد و به زندان منتقل شد جایی که زندانبان پاهای وی را برای جلوگیری از فراری احتمالی شکستند. وی دست بسته به کنستانتینوپل فرستاده شد و برای مدتی در آنجا زندانی بود. میهران دامادیان کنشگر سرشناس حزب سوسیال دموکرات هنچاکیان بود. دامادیان مذاکره‌کننده ارشد با مقالات فرانسوی بود. به عنوان مذاکره‌کننده پیشنهاد نمود که دولت فرانسه مأموریت استقلال کیلیکیه را در سال ۱۹۲۰ به عهده بگیرد. در ۵ اوت ۱۹۲۰ دامادیان استقلال کیلیکیه را به عنوان یک جمهوری خودمختار ارمنی تحت حمایت فرانسه اعلان نمود. وی در مسیر کوهستانی به آدانا از دست چریک‌های ترک گریخت. نوه بزرگ وی جرالد پاپازیان، کارگردان تئاتر و اپرا و هنرپیشه می‌باشد.

## یادداشت
1. ↑  به معتاقب اصلاحاتی این حزب به حزب لیبرال دموکرات ارمنی تغییرنام داد